# Tsaghkachen (Gegharkunik)
Pour les articles homonymes, voir Tsaghkachen.
Tsaghkachen (en arménien Ծաղկաշեն) est une communauté rurale du marz de Gegharkunik, en Arménie. Fondée en 1859, elle compte 666 habitants en 2008.